# Гарибджанян (село)
Вижте пояснителната страница за други значения на Гарибджанян.
Гарибджанян (на арменски: Ղարիբջանյան) е село и община в Армения, област Ширак. Според Националната статистическа служба на Армения през 2012 г. общината има 1138 жители.

## Демография
Броят на населението в годините 1908–2004 е както следва: